# Aranyera pitestriada
L'aranyera pitestriada (Arachnothera affinis) és una espècie d'au passeriforme de la família Nectariniidae pròpia del sud-est asiàtic. Es troba a Brunei, Indonèsia, Malàisia, Myanmar, Singapur, Tailàndia, i el Vietnam. Habita els boscos humits de terres baixes o de muntanya subtropicals o tropicals.

## Descripció
Són ocells petits que s'alimenten abundantment de nèctar, encara que també atrapen insectes, especialment quan alimenten les seves cries. El vol amb les seves ales curtes és ràpid i directe.

## Subespècies
Segons diverses classificacions, comprèn les següents subespècies:
- Arachnothera affinis affinis.
- Arachnothera affinis everetti.

Però avui la segona d'elles és considerada pel Congrés Ornitològic Internacional, una espècie de ple dret:
- Arachnothera everetti - Aranyera de Borneo.